# Buca Fini
Buca Fini ist eine osttimoresische Aldeia im Sucos Bairro Pite (Verwaltungsamt Dom Aleixo, Gemeinde Dili). 2015 lebten in Buca Fini 1618 Menschen.

## Lage und Einrichtungen
Buca Fini liegt im Südosten des Sucos Bairro Pite. Westlich von Buca Fini liegt die Aldeia Niken, nördlich die Aldeia Moris Ba Dame, östlich die Aldeia Ruin Naclecar und südlich die Aldeia Timor Cmanec.
In Buca Fini befindet sich das Seminario Ano Propedeutico S. João Maria Vianey - Maloa.